# Бэкграундер
Бэкграундер (от англ. backgrounder) — это информационный PR материал для СМИ, представляющий информацию об организации, её профиле, продуктах и услугах, истории создания, развития и т.д.
В отличие от пресс-релиза, информация в бэкграундере не несёт в себе новостную информацию, а является возможным необходимым дополнением к пресс-релизу в случае, если при написании статьи по информации, представленной в пресс-релизе, журналисту понадобится более подробная информация об организации, выпустившей пресс-релиз.

## Цель
Цель бэкграундера — информировать и давать объективные ответы на возможные, возникшие у представителей СМИ вопросы после прочтения пресс-релиза. Для удобства журналистов, зачастую, при написании бэкграундера используют подзаголовки, в которых уже содержится краткий ответ на вопрос, — а предоставленная ниже информация только шире и полнее раскрывает этот ответ.

## Структура
- В бэкграундере не делают упор на броский заголовок и первый абзац, хотя, как и в пресс-релизе, основная, самая необходимая информация должна идти в начале.
- Заголовок бэкграундера должен максимально точно и информативно раскрывать тему всего материала.
- Перед переходом к основной теме можно дать некоторую историю данного вопроса, ссылаясь на различные государственные институты, исследовательские организации и так далее.
- Далее следуют развёрнутые сведения о предмете, которые должны основываться на фактах и точных данных.
- Бэкграундер может быть посвящён всей организации, либо отдельному её продукту или услуге, либо событию, произошедшему или ожидающемуся в данной организации.